# Vanadium

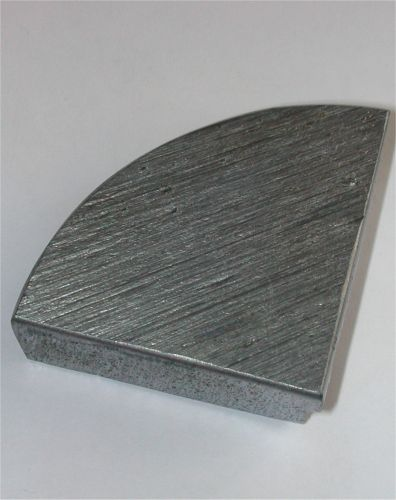
Vanadium

Vanadium is een scheikundig element met symbool V en atoomnummer 23. Het is een zilvergrijs overgangsmetaal.

## Ontdekking
Vanadium is in 1801 ontdekt door de Spaans-Mexicaanse mineraloog Andrés Manuel del Río in de buurt van Mexico-Stad. Del Río noemde het mineraal bruin lood (later werd dit mineraal bekend als vanadiniet) en metaal panchromium (van het Griekse παγχρώμιο, 'alle kleuren'), omdat de zouten ervan allerlei verschillende kleuren hadden. Omdat de meeste zouten die met "panchromium" gevormd konden worden een rode kleur kregen bij verhitting, hernoemde hij het later naar erythronium. Later wist een Franse chemicus Del Río ervan te overtuigen dat hij geen nieuw element had ontdekt, maar slechts een onzuivere vorm van chroom.
In 1831 herontdekte de Zweedse chemicus Sefström vanadium in een nieuw oxide en in datzelfde jaar bevestigde zijn Duitse collega Friedrich Wöhler dat Del Río wel degelijk een nieuw element had ontdekt. Metallisch vanadium werd voor het eerst geïsoleerd in 1867 door Henry Enfield Roscoe, hij deed dit door vanadium(III)chloride (VCl3) te reduceren met waterstofgas.
De naam vanadium komt van Vanadís, een van de namen van de Scandinavische godin van de schoonheid Freya.

## Toepassingen
Veruit het grootste deel (80%) van het hedendaags gebruikte vanadium wordt verwerkt in staal. Andere toepassingen zijn:
- Legeringen van roestvast staal
- Gereedschap
- In combinatie met aluminium en titanium in straalmotoren
- Stabilisator bij staalproductie
- Gecombineerd met gallium in supergeleiders
- Vanadium(V)oxide (V2O5) in keramische materialen

Verder zijn er toepassingsmogelijkheden van vanadium in nucleaire installaties en batterijen.

## Opmerkelijke eigenschappen
Net als chroom is vanadium erg resistent tegen corrosie door zuren en basen. Bij hoge temperaturen (933 kelvin) oxideert het makkelijk. Het metaal beschikt over een zeer sterke kristalstructuur.
In de biologie is vanadium van essentieel belang voor sommige enzymen. Van ratten en kippen is het bekend dat zij vanadium in lage concentraties nodig hebben voor een gezonde groei.

## Verschijning
In ongebonden toestand komt vanadium niet in de natuur voor. Er zijn ongeveer 65 mineralen bekend waarin vanadium voorkomt, waarvan patroniet, vanadiniet, bauxiet en carnotiet de meest voorkomende zijn. Ook bevat aardolie vaak wat vanadium. Vanadium wordt vooral gewonnen in Zuid-Afrika, het noordwesten van China en het oosten van Rusland (nabij Novaja Tsjara). Spectra hebben aangetoond dat vanadium in significante concentraties aanwezig is in onze zon en andere sterren.
Op commerciële basis wordt vanadium geproduceerd door onder hoge druk vanadiumoxide te reduceren met calcium.
| Topproducenten van vanadium 2019 | Topproducenten van vanadium 2019 |
| Land                             | Productie (duizend ton)          |
| -------------------------------- | -------------------------------- |
| China                            | 54,00                            |
| Rusland                          | 18,40                            |
| Zuid-Afrika                      | 8,03                             |
| Brazilië                         | 5,94                             |
| Verenigde Staten                 | 0,46                             |

## Isotopen
| Stabielste isotopen | Stabielste isotopen | Stabielste isotopen      | Stabielste isotopen      | Stabielste isotopen      | Stabielste isotopen      |
| Iso                 | RA (%)              | Halveringstijd           | VV                       | VE (MeV)                 | VP                       |
| ------------------- | ------------------- | ------------------------ | ------------------------ | ------------------------ | ------------------------ |
| 49V                 | {syn}               | 330 d                    | β+                       | 0,602                    | 49Ti                     |
| 50V                 | 0,250               | 1,4×1017 j               | β+ β−                    | 2,208 1,307              | 50Ti 50Cr                |
| 51V                 | 99,750              | stabiel met 28 neutronen | stabiel met 28 neutronen | stabiel met 28 neutronen | stabiel met 28 neutronen |

Het enige bekende stabiele isotoop van vanadium is vanadium-51. Van de vijftien bekende instabiele isotopen heeft vanadium-50 de langste halveringstijd, namelijk 1,4×1017 jaar. De andere radioactieve isotopen hebben aanmerkelijk kortere halveringstijden.

## Toxicologie en veiligheid
In poedervorm kan vanadium brandbaar zijn. Vanadiumverbindingen zijn in het algemeen zeer giftig.